# HD 65867
HD 65867，又名CD-51 2784，SAO 235646、HR 3133，是一颗恒星，视星等为6.44，位于銀經265.43，銀緯-11.36，其B1900.0坐标为赤經7h 55m 40.1s，赤緯-51° -11.36′ 39″。